# Govan Shipbuilders

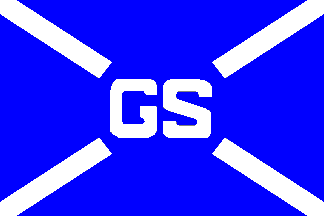
Hausflagge der Werft

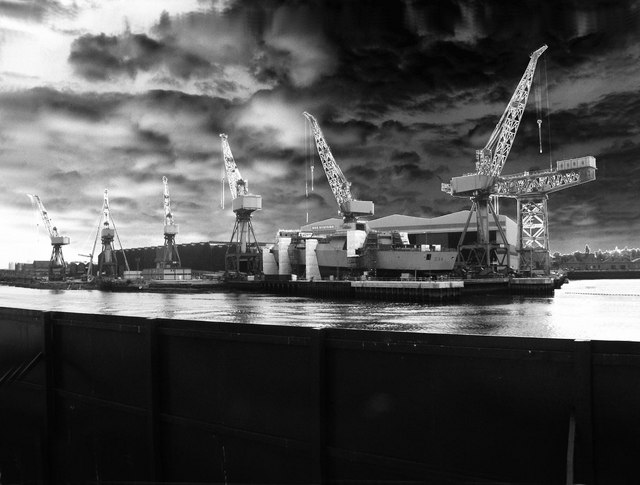
Die Werft im Jahr 2007

Govan Shipbuilders Ltd war ein britisches Schiffbauunternehmen am Fluss Clyde in Glasgow, Schottland.

## Geschichte
Das Unternehmen wurde 1972 durch den Kauf und die Eingliederung der am Clyde gelegenen Werften Fairfield Shipbuilders, Alexander Stephen and Sons, Charles Connell & Company, Yarrow Shipbuilders sowie John Brown & Company in die Werftengruppe Upper Clyde Shipbuilders gebildet.
Die ehemalige Werft Charles Connell & Company wurde zwischen 1973 und 1980 unter dem Namen Scotstoun Marine Ltd, als Tochterunternehmen von Govan Shipbuilders betrieben.
Am 1. Juli 1977 wurde Govan Shipbuilders in die staatliche British Shipbuilders Corporation eingegliedert. Zwischen 1973 und 1988 wurden insgesamt 53 Schiffe bei Govan Shipbuilders auf dem Gelände der ehemaligen Fairfield Shipbuilders fertiggestellt. Im Jahr 1988 erfolgte der Verkauf an den Kvaerner-Konzern  und die Reprivatisierung unter dem Namen Kvaerner Govan Ltd. Als Kvaerner Govan Ltd 1999 an British Aerospace verkauft wurde, entstand BAE Systems. Aus Marconi Marine (YSL) wurde BAE Systems Marine (YSL). Ab dem Jahr 2008 wird die traditionsreiche Yarrows-Werft nun als Teil der BVT Surface Fleet, einem Joint Venture von BAE Systems und der VT Group, ehemals Vosper Thornycroft betrieben.
Govan Shipbuilders und Scotstoun Marine bauten vor allem zwei Schiffstypen in größerer Anzahl, Massengutschiffe der Cardiff-Klasse und Stückgutschiffe der Kuwait-Klasse.